# Aspitates curvaria
Aspitates curvaria är en fjärilsart som beskrevs av Eduard Friedrich Eversmann 1852. Aspitates curvaria ingår i släktet Aspitates och familjen mätare. Inga underarter finns listade i Catalogue of Life.